# 牙狼〈GARO〉-炎之刻印-
《牙狼〈GARO〉-炎之刻印-》是由MAPPA製作的日本電視動畫，於2014年10月3日播放，全24話。作品改編自特攝劇集《牙狼》，動畫延續《牙狼》系列的世界觀，但故事是完全原創的。

## 本劇特色
繼承前幾作的基本設定，以番外劇情動畫版的形式呈現，是個以耳熟能詳的魔戒騎士們為了討伐火羅而圍繞的故事。

## 故事概要
瓦里安蒂國國王重病，聽信近臣所言，開始在國內大規模狩獵巫女，但是施暴的對象卻是「守護者」身份的魔戒騎士和魔戒法師。某法師受處火刑時，其腹中子呱呱墜地，繼承了黃金騎士一族血脈，其父臨危劫刑場救出了兒子。時間流逝，這母親不曾懷抱過的孩子已經成人，名喚里昂·路易斯，繼承了黃金騎士的鎧甲，但究竟是復仇還是守護，他的內心必須做出抉擇。另一方面，這時王國的實權落在國王身邊佞臣的手上，國王又復臥病在床。王后遭遇陷害，其獨子阿爾方索則不得不逃亡。阿爾方索為了匡國護民，尋訪傳說中的光明騎士，結果反而發現自己的離奇生世和身份。故事就這樣以里昂和阿爾方索這二位少年主角為中心而發展起來。

## 登場人物

### 主要人物
里昂·路易斯（レオン・ルイス）
聲優：浪川大輔，少年時期：堀井千砂
母親懷著他時被當成魔女燒死於王宮火刑台，斷氣前產下雷恩，後被變身成祖狼的赫爾曼救出。現年十七歲，為魔戒騎士中的黃金騎士‧牙狼。
由於母親給予的「炎之刻印」，使得他一直為此所苦，戰鬥時更會不定時失控。
最後甚至在王都決戰中被門多薩引導變成心滅獸身暴走而失去了牙狼鎧的使用資格。之後自暴自棄之餘碰上村姑拉拉，本以為是自己的歸處，想不到拉拉就連同家人因火羅一起被殺。
但經此一役正式克服自身的心魔，成為一名真正的「守護者」。
阿爾方索·聖·瓦里安蒂（アルフォンソ・サン・ヴァリアンテ）
聲優：野村勝人
瓦里安蒂的王子，二十歲。為魔戒騎士中的新一代堅陣騎士‧蓋亞。
母親是安娜的妹妹，里昂的表兄。
為了尋找王國傳說中的「黃金騎士」拯救王國而踏上旅程，遇上拉菲羅後在他麾下受訓，拉菲羅死後繼承了他的蓋亞之鎧成為魔戒騎士。
在雷恩因為化為心滅獸身失去牙狼之鎧著裝資格的時候曾經一度被選為繼承者。
曾被赫爾曼說：「白天忙王政晚上忙打怪，王子大人你不累嗎？」
雖說是繼承，不過他認定自己只是暫時幫雷恩保管牙狼之鎧，是故之後兩人再次相遇，並以決鬥確認雷恩已經克服自身的心魔後馬上把牙狼鎧還給了他。
阿爾曼·路易斯(ヘルマン・ルイス)
聲優：堀内賢雄
里昂·路易斯之父，為魔戒騎士中的絕影騎士‧祖狼。喜好女色，主因是要生下能夠繼承祖狼鎧甲的繼承者。
最後為了守住通往門多薩所在地的大門，被多頭火羅圍攻致死。與旅店老闆希梅娜留下一名遺腹子。
安娜・路易斯(アンナ・ルイス)
聲優：大關英里
里昂·路易斯之母，魔戒法師。因懷著里昂時被當成魔女燒死於王宮火刑台，為魔戒騎士中的前任黃金騎士‧牙狼之女。
拉菲羅・梵諦拉斯(ラファエロ・ヴァンデラス)
聲優：天神英貴
為魔戒騎士中的堅陣騎士‧蓋亞，前任黃金騎士牙狼之友。當年將王子的母親送養貴族時的執行人。
艾瑪·古斯曼(エマ・グスマン)
聲優：朴璐美
魔戒法師。其前夫路西亞諾也是魔戒法師，日夜苦惱著如何讓被火羅憑依的人復原。最後因為完全沒有辦法而絕望，並且化為鳥人型火羅飛昇而去。
因為老公化為火羅而被魔戒騎士監禁拷打，從此對魔戒騎士深惡痛絕。
將火羅化的前夫親手殺死之時，得里昂之救援，兩人因此有情。
加魯姆(ガルム)
聲優：鵜殿麻由
番犬所的神官。

### 相關人物
門多薩（メンドーサ）
聲優：土師孝也
製作禁斷魔導具"澤爾肯之輪"的魔戒法師，以法術取得瓦里安蒂國王的信任成為親信，吸取人類的生命力為能源。
透過澤爾肯之輪召喚出的火羅會聽從門多薩的命令，因此被自己導師刻上「墮落者的烙印」及放逐，並禍及血脈，決意消滅所有魔戒騎士及魔戒法師。
一度敗後不明原因復出，吞噬了大型火羅阿尼瑪造就不死之身，受傷無限復原。雷恩即使變身成雙烈融身形態也無法解決，只能選擇和他一同留在魔界。
最後被雷恩身上的「炎之刻印」焚身，被留在魔界，嚐盡無限輪迴的毀滅與重生，生不如死。
奧庫塔維亞（オクタビア）
聲優：土井真理
服侍瓦里安蒂國王與皇后的侍女，門多薩的手下。
曾經有個信仰堅定的妹妹。老家遇狼群襲擊，直到最後一刻都堅定祈禱的妹妹在無人救援之下慘死，從此失去信仰。
雖不信神卻盲信門多薩。自願被門多薩改造成為魔獸武裝，在差一點要殺死艾瑪時為魔獸武裝所吞噬。

## 用語
魔戒騎士
太古より人知れず”ホラー”と戦い、人間たちを守ってきた騎士たちの総称。魔戒騎士は一子相伝であり男にしかなることができない。その昔、”魔戒法師”がホラーから人間を守っていたが、強い力をもつようになったホラーを殲滅する存在として魔戒騎士が誕生した。
魔戒法師
魔導力を駆使し、魔戒騎士をサポートする術師たちの総称。魔導具や魔戒騎士の武器となる魔戒剣などを生み出す。
黄金騎士ガロ
黄金の鎧を召還してホラーと戦う、魔戒騎士の中でも最高位である唯一の存在。「ガロ」とは旧魔界語で「希望」という意味をもつ。
ホラー
この世の闇に潜む邪悪なる魔物。魔界から陰我の宿るオブジェをゲートとして出現、ホラーとして人間に取り憑き、人間を喰らうようになる。その姿や力は憑依した人間の邪心に応じて異なる。
番犬所
魔戒騎士を束ねるユニオン的な存在。魔戒騎士にホラー討伐の指令を下したり、ホラーに関する情報を提供するなどの役割がある。普通の人間は行くことはできない。
瓦里安蒂国
アルフォンソの父、フェルナンド・サン・ヴァリアンテ国王が治める国。周辺にもいくつか国が存在する模様。

## 電視動畫

### 製作人員
- 監督：林祐一郎
- 系列構成：小林靖子
- 動畫製作：MAPPA、東北新社

### 主題曲
片頭曲
「炎之刻印-DIVINE FLAME-（炎の刻印-DIVINE FLAME-）」（第1話－第12話）
塡詞：奧井雅美，作曲：きただにひろし，編曲：須藤賢一，主唱：JAM Project
「B.B.」（第13話－第24話）
塡詞：影山浩宣，作曲：福山芳樹、影山浩宣，編曲：三宅博文、須藤賢一，主唱：JAM Project
片尾曲
「CHIASTOLITE」（第1話－第12話）
塡詞、主唱：佐咲紗花，作曲：橘尭葉，編曲：橘尭葉、妖精帝國
「FOCUS」（第13話－第24話）
塡詞、主唱：森久保祥太郎，作曲、編曲：R・O・N

## 各話列表
| 話數           | 日文標題 | 中文標題            | 劇本     | 分鏡              | 演出                     | 作畫監督                                                                                         | 提供背景插圖 |
| -------------- | -------- | ------------------- | -------- | ----------------- | ------------------------ | ------------------------------------------------------------------------------------------------ | ------------ |
| I              |          | 業火 HELL FIRE      | 小林靖子 | 林祐一郎          | 林祐一郎                 | 菅野利之、堀剛史                                                                                 |              |
| II             |          | 刻印 DIVINE FLAME   | 小林靖子 | 林祐一郎          | 波多正美                 | Kim Ki Nam                                                                                       | 佐野譽幸     |
| III            |          | 契約 ZARUBA         | 吉村清子 | 林祐一郎          | Kim Min Sun              | Kim Ki Nam                                                                                       |              |
| IV             |          | 儀式 BLOODVILLE     | 瀨古浩司 | 宮繁之            | 波多正美                 | Lee Min Bae                                                                                      |              |
| V              |          | 堅陣 GAIA           | 吉村清子 | 佐藤真二          | 駒屋健一郎               | 菅野利之、堀剛史 崔文英、佐野譽幸 武內啟                                                         | 久藤瞬       |
| VI             |          | 騎士 BLACK KNIGHT   | 村越繁   | 增田俊之          | 福田紀之                 | 福田紀之、菅野利之 佐野譽幸                                                                      | 後藤伸正     |
| VII            |          | 人狼 SORROW BEAST   | 村井貞之 | 久藤瞬            | 久藤瞬                   | Won Chang Hee                                                                                    | 丸川正人     |
| VIII           |          | 全裸 FULL MONTY     | 村越繁   | 福山新市          | Kim Min Sun              | Jang Hee Kyu                                                                                     | 宮繁之       |
| IX             |          | 師弟 NEW HOPE       | 吉村清子 | 相馬満            | 波多正美                 | Won Chang Hee                                                                                    | 天神英貴     |
| X              |          | 破戒 FALLEN BLOOD   | 小林靖子 | 林祐一郎          | 武藤健司                 | 菅野利之、高乘陽子 福田紀之                                                                      | 武藤健司     |
| XI             |          | 絕影 SHADOW SLASHER | 村越繁   | 佐藤真二          | Kim Min Sun              | Jang Hee Kyu                                                                                     | 永田奏       |
| XII            |          | 曉月 BLOOD MOON     | 小林靖子 | 佐藤真二 林祐一郎 | 友田政晴 有田周平 久藤瞬 | 佐野譽幸、菅野利之 Park Yi Nam                                                                   | 堀剛史       |
| 特別篇         |          | 饗宴 DAYBREAK       | 不適用   | 不適用            | 井野十兵衛 平塚智司      | 不適用                                                                                           | 本多沙織     |
| XIII           |          | 彷徨 BURNING ASHES  | 吉村清子 | 青木康浩          | 岩田和也                 | 渡邊奏、石橋有希子 Jang Min-Ho Park Su-Bok Cho Won-Hee                                           | 御歌頭       |
| XIV            |          | 武勳 GESTE          | 村井貞之 | 福山新市          | 波多正美                 | Lee Min Bae                                                                                      |              |
| XV             |          | 職人 PROJECT G      | 久保亨   | 遠藤茂            | 遠藤茂                   | Eom Ik Hyun                                                                                      |              |
| XVI            |          | 醫術 CURE           | 村越繁   | 三原三千夫        | 久藤瞬                   | Seo Jung-ha Lee Seok-in Seo Soon-young Park Hye-ran                                              |              |
| XVII           |          | 雪夜 SNOW FALL      | 吉村清子 | 許平康            | 許平康 長田繪里          | 桑原剛、高乘陽子 海老原雅夫 Lee Min Bae                                                          | 長添雅嗣     |
| XVIII          |          | 幻炎 SCAR FLAME     | 小林靖子 | 朴性厚            | 朴性厚                   | 朴性厚                                                                                           |              |
| XIX            |          | 黑翼 TEMPEST        | 吉村清子 | 林祐一郎          | 武藤健司                 | 南伸一郎、網修次郎 島田英明、福山貴仁 櫻井木之實、佐藤道雄 能條理行、菅野利之 佐野譽幸、林祐一郎 | 兼森義則     |
| XX             |          | 侍女 DOUBLE DEALER  | 村越繁   | 三原三千夫        | Kim Min Sun              | Kim Dong Jun                                                                                     | 阿部恒       |
| XXI            |          | 父子 KNIGHTS        | 吉村清子 | 佐藤真二          | 波多正美                 | Lee Min Bae                                                                                      | 箕輪豐       |
| XXII           |          | 結界 DREADLY FOCUS  | 村越繁   | 三原三千夫        | 松見真一                 | Seo Jung-Ha Lee Seok-In 菅野利之、佐野譽幸 林祐一郎                                              | 渡邊敦子     |
| XXIII          |          | 月食 DOOM           | 村井貞之 | 林祐一郎          | 久藤瞬                   | 海老原雅夫、桑原剛 日向正樹、新沼大祐 佐野譽幸、菅野利之 Kwon Yong Sang                          | 岡崎能士     |
| XXIV           |          | 光芒 CHIASTOLITE    | 小林靖子 | 林祐一郎          | 林祐一郎 武藤健司        | 菅野利之、高乘陽子 岩瀧智、海老原雅夫 日向正樹、桑原剛 崔文英、佐野譽幸                          | 武井宏之     |
| XXV （未放送） |          | 紡車 HOME           | 吉村清子 | 福山新市          | 波多正美                 | Kim Dong Jun Park Gi Deok                                                                        | 朴性厚       |

## 相關作品
- 《劇場版 牙狼〈GARO〉-DIVINE FLAME-》

牙狼10週年紀念作，也是牙狼系列第一部劇場版動畫，時間點設定在TV本篇的四年後。

## 外部連結
- 電視動畫牙狼〈GARO〉-炎之刻印- 官網 （页面存档备份，存于）（日語）